# نهر بريبيات
نهر بريبيات: (بالأوكرانية: Прип'ять) هو نهر في أوروبا الشرقية، ويبلغ طوله ما يقرب من 761 كم (473 ميل). ويتدفق شرقا عبر أوكرانيا وبيلاروسيا ثم أوكرانيا مرة أخرى، ويصب في نهر الدنيبر.
يمر نهر بريبيات عبر منطقة تشيرنوبيل النووية المحظورة والتي وقعت فيها أكبر كارثة نووية شهدها العالم عام 1986م وتم إخلاء مدينة بريبيات، أوكرانيا (السكان 45000) تماما بعد كارثة تشيرنوبيل.

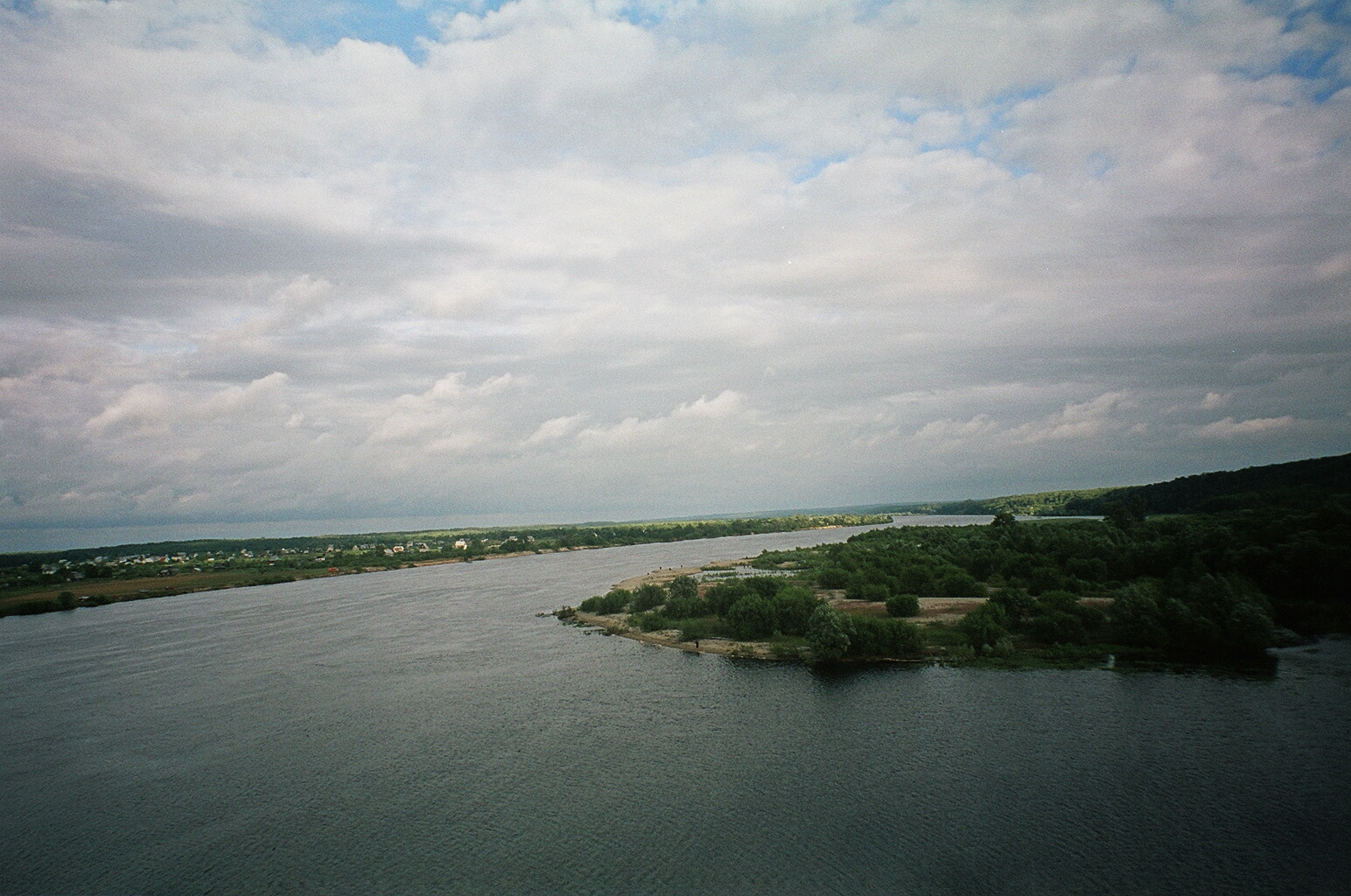
نهر بريبيات

بريبيات لديها منطقة مستجمعات المياه من 121,000 كيلومتر مربع (47000 ميل مربع)، 50900 كيلومتر مربع (19700 ميل مربع) منها في يقع في روسيا البيضاء. 495 كم (308 ميل) من طول النهر كله يقع ضمن أراضي روسيا البيضاء.

## وصلات خارجية
- Pripyat: Radioactive pollution, 2003